# Gargilesse-Dampierre
Gargilesse-Dampierre é uma comuna francesa na região administrativa do Centro, no departamento Indre. Estende-se por uma área de 15,55 km². Em 2010 a comuna tinha 291 habitantes (densidade: 18,7 hab./km²).
Pertence à rede das As mais belas aldeias de França.